# José Mendes Nunes Loureiro

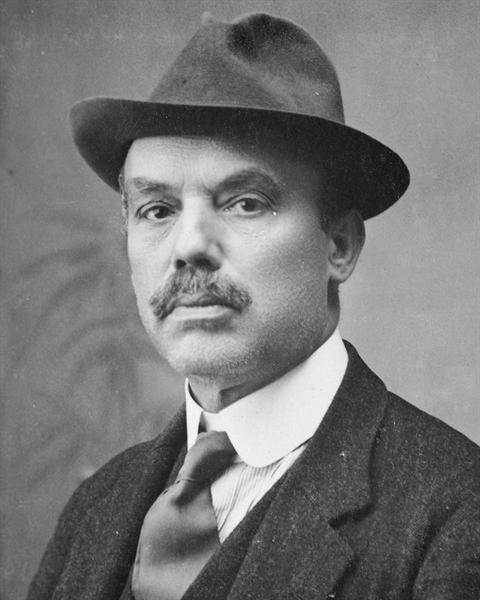
José Mendes Nunes Loureiro

José Mendes Nunes Loureiro (Seia, Santa Marinha, 1 de Junho de 1873 - ?) foi um político português.

## Biografia
Filho de António Mendes Nunes Loureiro e de sua mulher Maria do Rosário Leitão Rabaça.
Comerciante, fez parte da Vereação da Câmara Municipal de Lisboa de 1908 a 1912 e de 1922 a 1925. Entre 1913 e 1917, fez parte da Junta Geral do Distrito de Lisboa.
Fez parte da Câmara dos Deputados, sempre pelo Círculo Eleitoral de Lisboa Oriental, nas Legislaturas de 1915, 1919, 1921, 1922 e 1925, nas listas do Partido Democrático.
Também exerceu funções, como Vogal Substituto, no Conselho Superior de Administração Financeira do Estado.